# Okres Pching-tung
Okres Pching-tung (znaky 屏東縣, tongyong pinyin Píngdong siàn, tchajwansky Pîn-tong-koān) je okres na Tchaj-wanu. Jeho sousedy jsou okres Kao-siung a okres Tchaj-tung.
V jižním cípu okresu se nachází Národní park Kenting. Pod správu okresu spadá také ostrov Siao-liou-čchiou ležící přibližně patnáct kilometrů od pobřeží tchajwanské pevniny.